# Hayle (fiume)
Hayle (in cornico Dowr Heyl) è un fiume in Gran Bretagna in Cornovaglia, lungo circa 12 km, che sfocia nella baia di St Ives, sulla costa atlantica della Cornovaglia. Ha un vasto estuario. La città di Hayle è situata sul fiume. Il fiume è un luogo per i pescatori. Per l'acqua che non gela, luogo di svernamento delle praterie; l'estuario è compreso in una riserva ornitologica.